# Championnat de Suisse de football 1980-1981
Navigation
Édition précédente Édition suivante
Le championnat de Suisse de football de Ligue nationale A 1980-1981 a vu la consécration du FC Zurich.

## Format
Le championnat se compose de 14 équipes. Le dernier est relégué en Ligue nationale B. Trois clubs de Ligue nationale B sont promus en Ligue nationale A afin d'augmenter cette dernière à 16 clubs pour la saison 1981-1982.

## Classement final
| Place | Club               | Pts | J  | V  | N  | D  | Buts + | Buts - | Diff. |
| 1e    | FC Zurich          | 40  | 26 | 18 | 4  | 4  | 57     | 28     | +29   |
| 2e    | Grasshopper Zurich | 34  | 26 | 11 | 12 | 3  | 45     | 24     | +21   |
| 3e    | Neuchâtel Xamax FC | 34  | 26 | 14 | 6  | 6  | 44     | 25     | +19   |
| 4e    | BSC Young Boys     | 33  | 26 | 11 | 11 | 4  | 46     | 33     | +13   |
| 5e    | Lausanne-Sports    | 30  | 26 | 12 | 6  | 8  | 40     | 29     | +11   |
| 6e    | FC Bâle            | 28  | 26 | 9  | 10 | 7  | 48     | 44     | +4    |
| 7e    | Servette FC        | 26  | 26 | 8  | 10 | 8  | 38     | 36     | +2    |
| 8e    | FC Sion            | 24  | 26 | 8  | 8  | 10 | 35     | 42     | -7    |
| 9e    | FC Lucerne         | 22  | 26 | 6  | 10 | 10 | 39     | 46     | -7    |
| 10e   | FC Saint-Gall      | 22  | 26 | 7  | 8  | 11 | 35     | 42     | -7    |
| 11e   | FC Nordstern Bâle  | 19  | 26 | 6  | 7  | 13 | 28     | 37     | -9    |
| 12e   | AC Bellinzone      | 19  | 26 | 7  | 5  | 14 | 25     | 46     | -21   |
| 13e   | FC Chiasso         | 18  | 26 | 5  | 8  | 13 | 28     | 46     | -18   |
| 14e   | CS Chênois         | 15  | 26 | 3  | 9  | 14 | 23     | 53     | -30   |

### Qualifications européennes
- FC Zurich : premier tour de la Coupe des clubs champions européens
- Grasshopper Zurich : premier tour de la Coupe UEFA
- Neuchâtel Xamax : premier tour de la Coupe UEFA

- Lausanne-Sports : premier tour de la Coupe d'Europe des vainqueurs de coupes, en tant que vainqueur de la Coupe de Suisse

### Relégations et Promotions
- Le CS Chênois est relégué en Ligue nationale B.
- Le FC Aarau, le Vevey-Sports et le FC Bulle sont promus en Ligue nationale A.